# Polana (województwo podkarpackie)

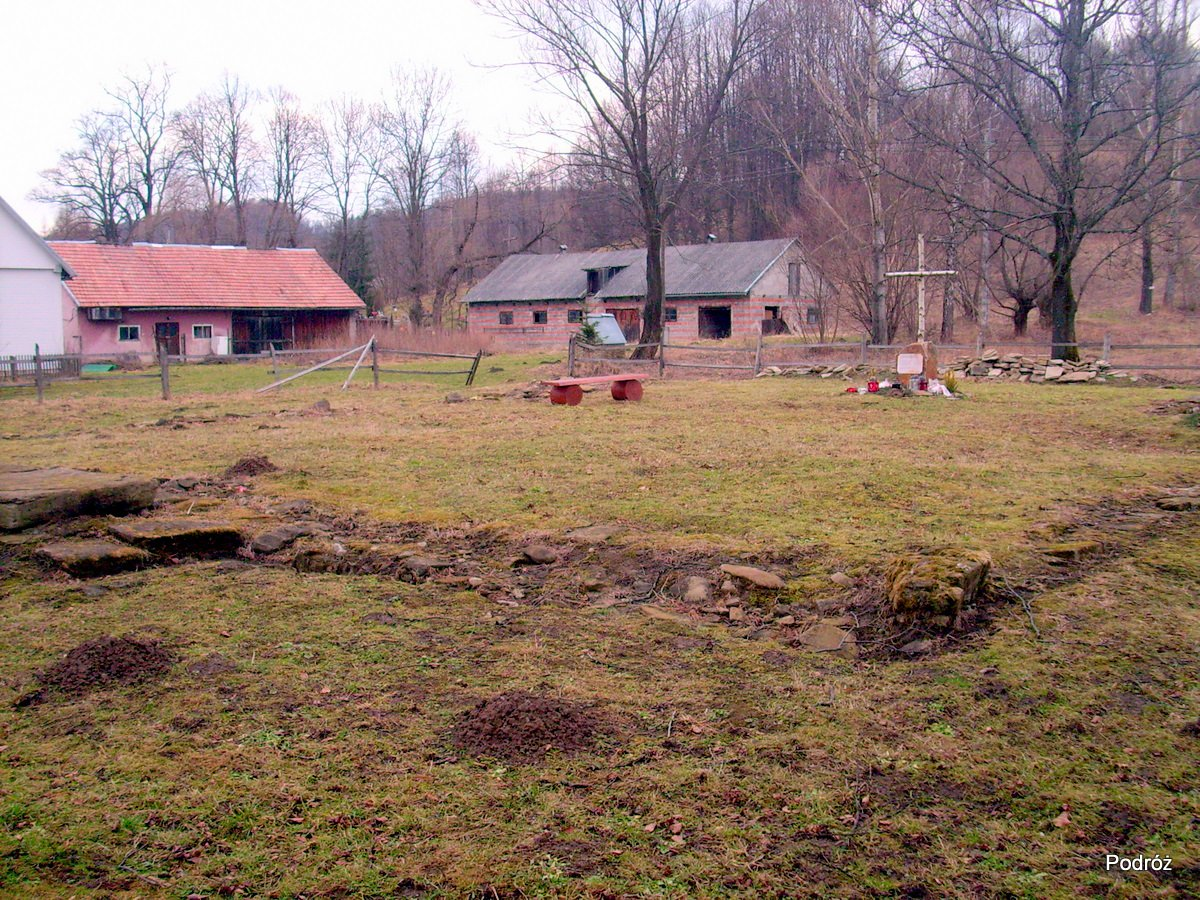
Miejsce po drewnianym kościele rzymskokatolickim z 1780 roku

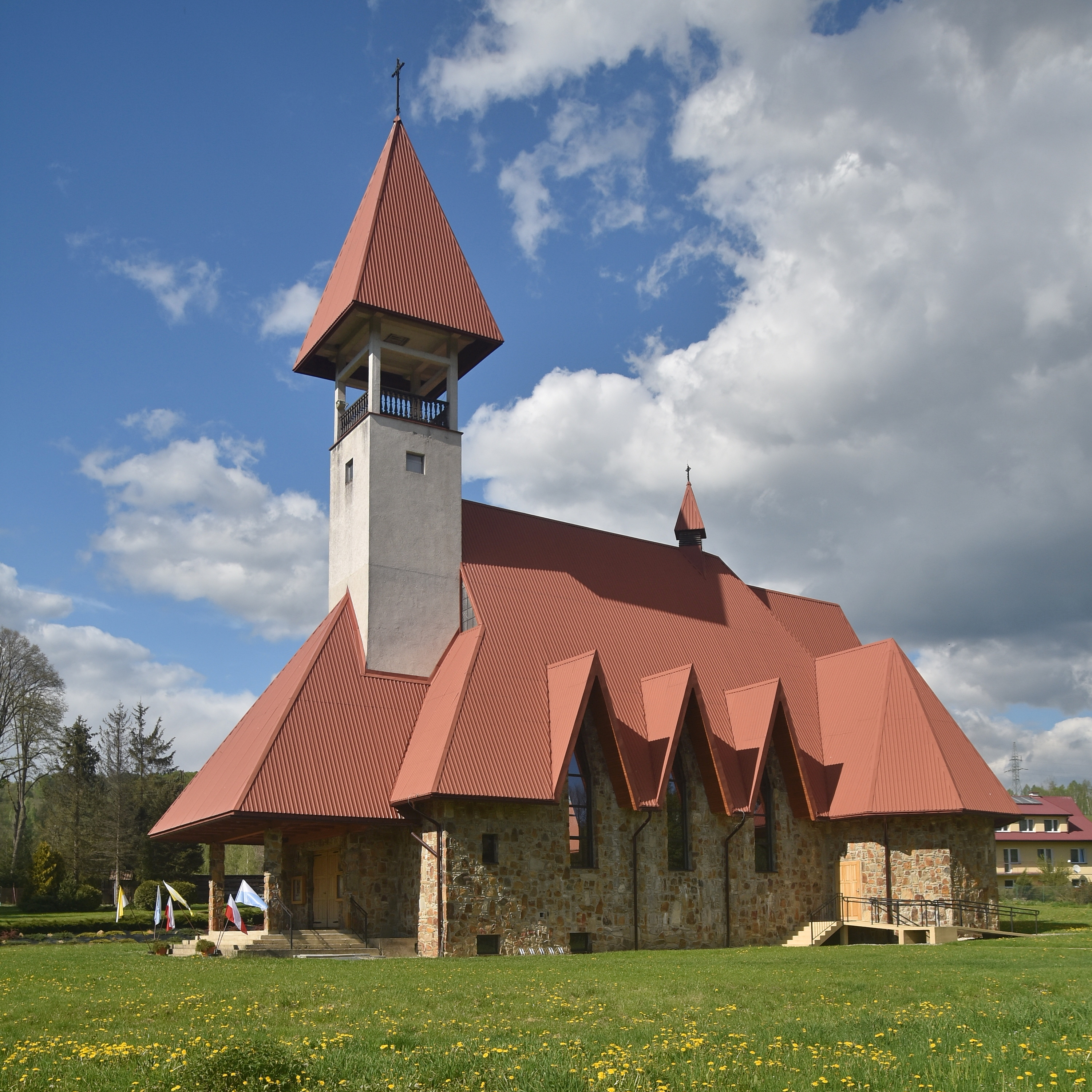
Nowy kościół

Polana – wieś w Polsce położona w województwie podkarpackim, w powiecie bieszczadzkim, w gminie Czarna.

## Położenie
Wieś położona jest w dolinie potoków Głuchego i Czarnej u podnóża pasma Otrytu. Przez wieś przebiega droga wojewódzka nr 894.

## Części wsi
| SIMC    | Nazwa        | Rodzaj    |
| ------- | ------------ | --------- |
| 0348045 | Dolny Koniec | część wsi |
| 0348051 | Górny Koniec | część wsi |
| 0348068 | Ostre        | część wsi |

## Historia
Wieś została lokowana przez Kmitów między 1436 a 1486 na prawie wołoskim. Wieś prawa wołoskiego, położona była w drugiej połowie XV wieku w ziemi sanockiej województwa ruskiego. W 1510 powstał tu jeden z pierwszych rzymskokatolickich kościołów w tych okolicach.
Najazd Rakoczego w 1657 spowodował wyludnienie wsi, a następnie napływ osadników z głębi Polski.
W połowie XIX wieku właścicielką posiadłości tabularnej w Polanie była Katarzyna Laskowska.
W okresie międzywojennym była to jedyna w tej okolicy wieś z przewagą ludności polskiej – na 1350 mieszkańców około 850 stanowili Polacy. Spis z 1921 wykazał 485 osób wyznania greckokatolickiego, 878 wyznania rzymskokatolickiego oraz 118 wyznania mojżeszowego.
W II Rzeczypospolitej wieś w powiecie leskim województwa lwowskiego. W 1939 Polana liczyła około 1,5 tys. mieszkańców. Od października 1939 do sierpnia 1944 wieś była siedzibą urzędu gminy w powiecie sanockim. W latach 1944–1946 nacjonaliści ukraińscy z OUN-UPA zamordowali tutaj 24 Polaków. W 1946 spalili większość gospodarstw po Ukraińcach przesiedlonych do ZSRR.
Po II wojnie światowej wieś należała do ZSRR, a następnie w 1951, w wyniku wymiany terytoriów, znalazła się z powrotem w Polsce. Była wtedy zupełnie wyludniona, ale wkrótce została zasiedlona, głównie przez repatriantów.
Z Polany pochodził Ignacy Zatwarnicki.
W latach 1952–1954 miejscowość była siedzibą gminy Polana. W latach 1975–1998 miejscowość położona była w województwie krośnieńskim.
W miejscowości znajduje się rzymskokatolicka parafia pw. Przemienienia Pańskiego reaktywowana w roku 1982. Jako świątynia parafialna była wykorzystywana dawna cerkiew pw. św. Mikołaja. Budowę nowego kościoła parafialnego rozpoczęto wiosną 1997.

## Ciekawostki
W pobliżu wsi, nad brzegiem potoku Czarnego znajduje się "Jaskinia w Rosolinie" i nieco dalej progi skalne. We wsi zabytek przyrody – sporej szerokości lipa znajdująca się przy ruinach kościoła rzymskokatolickiego, do środka której może wejść kilku dorosłych ludzi.

## Zabytki
- Cerkiew św. Mikołaja w Polanie – zabytek Szlaku Architektury Drewnianej. Najprawdopodobniej jest to najstarsza cerkiew w szeroko rozumianych polskich Bieszczadach (leży na terenie Gór Sanocko-Turczańskich).
- Ruiny kościoła rzymskokatolickiego z 1780, który uległ zniszczeniu między rokiem 1944 a 1951. Kościół pozbawiony dachu został rozebrany przez pracowników miejscowego PGR. Blachą z dachu kościoła przykryto budynek mieszczący świetlicę i bibliotekę. Zachowała się murowana dzwonnica z XVIII wieku.